# Branko Ruzic
Branko Ruzic (horvátul: Branko Ružić, Split, 1973 –) horvát drámaíró, forgatókönyvíró, irodalmár, fordító és tanácsadó.

## Élete
Splitben és Londonban dolgozik. 
Többek között a Red Planet, Pictures BBC Studios, Beano Studios, LA Productions, Hoplite entertainment produkciós irodák írója, szerkesztője és fejlesztési munkatársa.

## Magyar nyelven megjelent művei
- A donor[1]

## Egész estés filmjei (forgatókönyvíró)
- Lara választása: Az elveszett herceg (Larin izbor: Izgubljeni princ) (2012)[2]
- Nem minden a pénz (Nije sve u lovi) (2013)[3]
- A nagyapám Marsról pottyant ide (Moj dida je pao s Marsa) (2019)[4]

## Felnőtt és gyermekdrámái
- A donor (Donor)
- A szebb jövőért! (U... bolje sutra!)
- A Grimm testvérek és Lujza hercegnő (Braća Grimm i princeza Luise)
- Lucija története (Lucijina priča)
- Nem árthat nekem a vírus (Što mi može virus)

## Díjai, elismerései
- Leatherhead Dráma Fesztivál (A donor)
- Közönségdíj (A szarajevói kártyás)
- Kalkuttai Filmfesztivál Nagydíja (A nagyapám Marsról pottyant ide)
- Hartley-Merrill International Screenwriting Prize - Ars Septima
- Mali Marulić-díj
- Adris grupa Alapítvány éves ösztöndíj
- A Horvát Köztársaság Közegészségügyi Hivatalának az oktató-nevelő színházért járó díja